# Teclat de goma

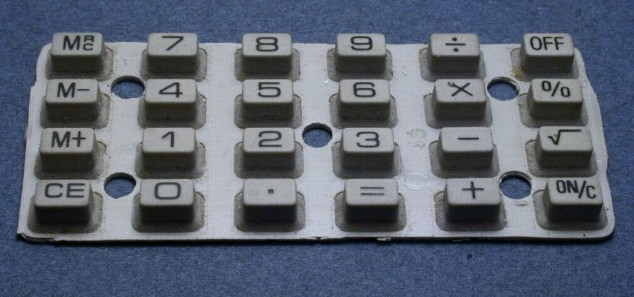
Teclat de goma de calculadora.

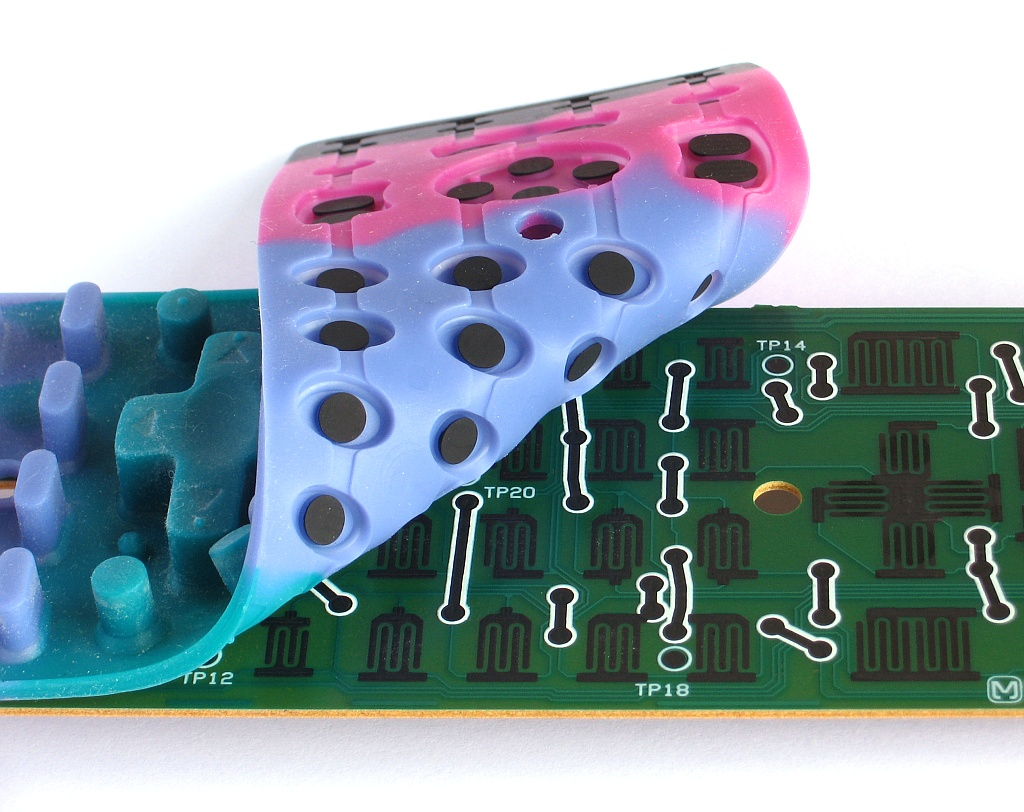
Teclat d'un comandament a distància. Quan es prem la tecla cap avall, el material conductor en la seva part inferior toca el parell de puntes en forma de forquilla, tancant la bretxa entre elles i tancant el circuit.

Un Teclat de goma o teclat de xiclet és un argot per a un teclat d'ordinador construït amb un arranjament de tecles petites, rectangulars i planes fetes de goma o plàstic, que semblen gomes d'esborrar o xiclets. El terme vé de "Chiclets", la marca de una varietat pionera de xiclet (Chiclets Adams).
Els fabricants aprecien el teclat de goma perquè és barat de produir, i molts dels primers ordinadors domèstics (notablement el ZX Spectrum) i ordinadors portàtils foren llançats amb ell. Tanmateix, els consumidors no l'apreciaven massa, encara que no era tan desagradable d'utilitzar com el teclat de membrana. A partir de la meitat de la dècada de 1980, els teclats de goma han estat restringits principalment a l'electrònica de baix preu, com petites calculadores, PDAs barats i molts comandaments a distància.
L'expressió "teclat de xiclet" no s'utilitza a tots els països. Per exemple, al Regne Unit (on la marca Chiclets no es ven), el terme actual és un teclat de carn morta o simplement teclat amb clau de cautxú. A Noruega, el terme teclat d'esborrat s'utilitza habitualment (ja que les tecles s'assemblaven a les gomes per esborrar llapis).

## Història
El terme va aparèixer per primera vegada durant l'època de l'ordinador domèstic de finals dels anys setanta fins a mitjan anys vuitanta. El TRS-80 Color Computer, TRS-80 MC-10, i el Timex Sinclair 2068 van ser descrits com amb "teclats de xiclet".
Aquest estil de teclat va tenir una mala recepció. John Dvorak va escriure que estava "associat amb ordinadors barats". Les tecles de les computadores Sinclair ZX Spectrum eren "tecles de cúpula de goma" que de vegades es descrivien com a "carn morta", mentre que la sensació del teclat de xiclet de IBM PCjr es va comparar amb el "massatge del pastís de fruites". La seva qualitat era tal que un sorprenent executiu de Tandy, la companyia de la qual havia llançat prèviament un ordinador amb un teclat igual de impopular, va preguntar "Com podria IBM haver comès aquest error amb el PCjr ""
Dues dècades més tard, el terme descriu teclats plans simplificats i separats per un bisell. Sony va ser el primer fabricant d'ordinadors portàtils moderns que va fer ús d'’aquest estil de teclat amb el llançament del VAIO X505 el 2004.

## Com funciona
En algunes, però no totes les versions del teclat de xiclet, les tres capes inferiors són essencialment iguals que les del teclat de membrana. En tots dos casos, la pressió d'una tecla és registrada quan la capa superior és forçada a través d'un forat a tocar la capa inferior. Per a cada tecla, els traços conductors a la capa inferior són separats normalment per un espai no conductiu. La corrent elèctric no pot fluir entre ells, l'interruptor està obert. No obstant això, quan és empès cap avall, el material conductor en la part inferior de la capa superior basteix un pont sobre l'espai entre els traços, l'interruptor està tancat, el corrent pot fluir, i la pressió de la tecla és registrada.
A diferència del teclat de membrana, on l'usuari pressiona directament sobre la capa de la membrana superior, aquesta forma de teclat de xiclet posa un conjunt de tecles de goma moldejada sobre aquesta. L'usuari empeny la tecla, i sota suficient pressió el cautxú es deforma prou com per forçar la capa de la membrana superior contra la capa inferior. Això proporciona una millor sensació de moviment que un teclat de membrana simple.
El següent diagrama il·lustra aquesta versió del teclat de goma:

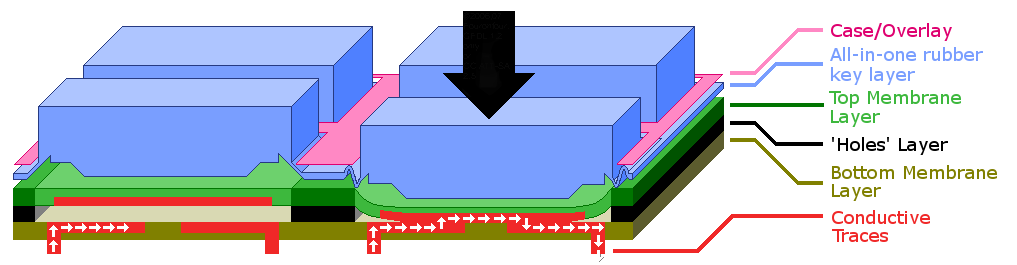
Tall transversal d'un teclat de goma. El gruix de les tres capes inferiors s'exagera per a una millor claredat, en la vida real no són molt més gruixudes que el paper.

Altres versions del teclat de goma ometen la membrana superior i capes de buit / espaiador. En el seu lloc, la superfície inferior de les tecles de goma tenien elles mateixes un recobriment conductor. Quan la tecla és pressionada, la superfície conductora inferior de la tecla fa contacte amb les traces a la capa inferior i completa el circuit.
Els teclats d'interruptor de dom usats en una gran proporció dels PC moderns són tècnicament similars als teclats de xiclet. No obstant això, les tecles de goma són reemplaçades per doms de goma, i les parts superiors de les tecles, fetes de plàstic dur, descansen sobre aquests.

## Parts del teclat
Un teclat està dividit en quatre grans parts que es poden veure amb un cop d'ull:
- Tecles de funció: Estan a la part superior del teclat s'anomenen FX on X un nombre de l'1 al 12. Depenent del programa obert i del maquinari instal·lat tenen diferents finalitats.
- Tecles d'edició: Tenen finalitats molt diverses i variades, inclouen també les fletxes de desplaçament que serveixen per moure's pel document o pantalla.
- Tecles alfanumèriques: Són les més emprades i estan situades entre la part central del teclat fins a la punta esquerra. Inclouen totes les lletres de l'alfabet i els nombres del 0 al 9. És aquesta part del teclat la vertadera herència del sistema QWERTY. Els nombres tenen 3 funcions a les quals es pot accedir amb la tecla de majúscules (les dibuixades sobre el número) i amb la tecla Alt a les del costat dret. Per tant, per fer el signe d'exclamació (!) s'ha de pitjar Majús+1 i per fer la barra vertical (|) s'ha de polsar Alt+1.
- Bloc numèric: Està situat a la part dreta del teclat i és format pels nombres escrits per ordre de menor a major començant per a baix a l'esquerra (sentit invers dels telèfons on es comença per a dalt a l'esquerra). El 0 està situat sota les tecles 1 i 2. En aquest bloc també s'hi trobar la tecla de Bloquejar Nombres (serveix per canviar la funció del bloc i que passin a ser fletxes) i algunes tecles de càlcul com la barra inclinada (/) per a dividir, l'asterisc (*) per a multiplicar i els signes de resta (-) i suma (+). També hi ha el punt per marcar els nombres decimals i la tecla Intro.

Alguns teclats incorporen diferents colors per les tecles especials i les tecles de lletres i nombres per facilitar la feina d'identificació de les tecles a l'usuari.

## Llista d'ordinadors amb teclats de tipus xiclet

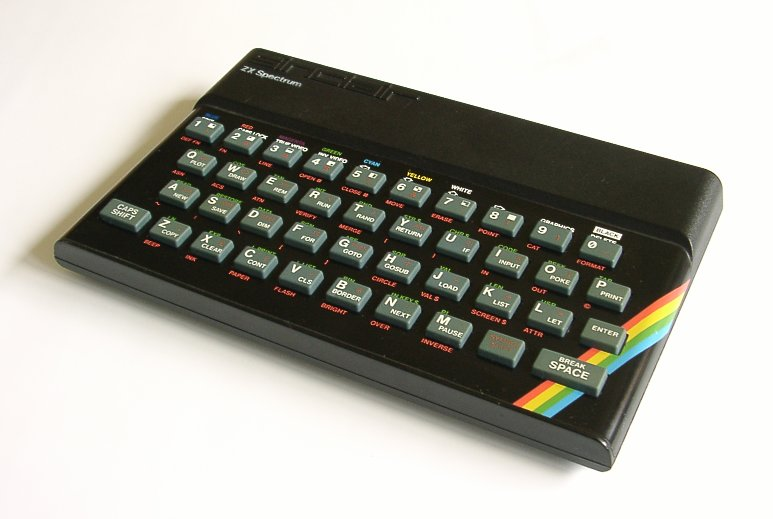
Teclat de goma d'un ZX Spectrum.

La majoria de les computadores llistades són dels principis de l'era del ordinador domèstic.
- Cambridge Z88 (discutible com una barreja entre un teclat de membrana i un teclat de xiclet)
- Commodore PET 2001 (el PET original de 1977)
- Commodore 116 (versió del C16 solament venut a Europa)
- IBM PCjr[11]
- Jupiter Ace
- Mattel Aquarius
- Multitech microprofessor I (MPF 1) i  MPF II (l'últim un dels primers compatibles de l'Apple II)
- Oric 1
- Panasonic Toughbook elit
- ZX Spectrum 16 / 48K (models més recents havien millorat lleument els teclats)
- Tandy  TRS-80 Color Computer I ('CoCos' més recents tenien teclats full-travel)
- Tandy TRS-80 MC-10 i la seva contrapart francesa, el Matra  Alice
- Texas Instruments TI-99/4 (el precursor del TU-99/4A, que tenia teclat full-travel)
- Timex Sinclair 1500 (derivació per Estats Units del ZX81)
- Timex Sinclair 2068 (derivació per Estats Units del ZX Spectrum)
- VTech Laser 200
- Asus EEE 1000HA 2009 (És tan sols una versió del model EPC1000HA-BLK001X amb teclat de goma)
- Asus Republic Of Gamers (tots els seus models des del 2009)
- Hp Mini 210 I 210HD
- Mac Pro
- Micro-Star International (MSI) (En els seus models de la sèrie A6000)
- Alguns primers models d'ordinadors MSX, per exemple, Philips VG-8010[12]